# Troian Bellisario
Troian Avery Bellisario (Los Ángeles, California; 28 de octubre de 1985) es una actriz, escritora, productora y directora estadounidense. Ella es conocida por interpretar el papel de Spencer Hastings en la serie de Freeform, Pretty Little Liars. Es hija de los productores Donald P. Bellisario y Deborah Pratt. Bellisario hizo su debut como actriz en la película Last Rites a la edad de tres años. Posteriormente siguió teniendo papeles producidos por su padre, principalmente en programas de televisión como Quantum Leap, First Monday, y NCIS, y en 1998, actuó en la película de comedia Billboard Dad. En 2010, recibió elogios por su papel protagonista en la película Consent por el cual ganó el Vision Fest Award por Mejor Actuación por una Actriz Protagonista y el FirstGlance Philadelphia Award por Mejor Actriz.
En 2009, Bellisario consiguió el papel principal de Spencer Hastings en la serie Pretty Little Liars (2010–2017). Por su actuación, ha ganado dos Teen Choice Awards de seis nominaciones y un Young Hollywood Award. Además de su trabajo en Pretty Little Liars, también participó en la serie web WIGS como Lauren, por la que recibió aclamación de la crítica. Ganó el Premio del Festival de Cine de Nueva York por Mejor Interpretación por una actriz y fue nominada para el Streamy Award a la Mejor Mujer Actuación - Drama. Ha producido, coescrito y participado en varios cortometrajes proyectos independientes; en 2016, hizo su debut como directora con el decimoquinto episodio de la séptima temporada de Pretty Little Liars, "In the Eye Abides the Heart". Está casada con el actor y director Patrick J. Adams.

## Primeros años
Troian Avery Bellisario nació y se crio en Los Ángeles. Sus padres son los productores Donald P. Bellisario y Deborah Pratt. Donald P. Bellisario creó  Magnum, P.I., Quantum Leap, and NCIS, entre otras series de televisión. Tiene un hermano menor, tres hermanastras, dos hermanastros y una hermana del actor, Sean Murray y del productor Chad W. Murray. Su padre es de ascendencia italiana y serbia. Su madre es de ascendencia afroamericana y criolla.
Bellisario asistió a Campbell Hall School en North Hollywood, California desde el jardín de infantes hasta su graduación, donde fue la primera de su clase. Se graduó con una Licenciatura en Bellas Artes en la Universidad del Sur de California en 2009.

## Carrera
Troian Bellisario comenzó su carrera en el mundo del espectáculo a la edad de 3 años, lo que hace su debut en la película de 1988 Last Rites. Dos años más tarde, se convirtió en activo en la pequeña pantalla como actriz invitada en Quantum Leap, JAG y Tequila y Bonetti. En 2005, tuvo el papel de Sarah McGee, personaje recurrente, en la serie NCIS, producida por su padre, Donald Bellisario. A continuación, apareció en proyectos independientes como Unspoken, Casa Archer y Intersect antes de aterrizar el papel de Spencer Hastings en la serie del canal televisivo ABC Family, Pretty Little Liars, que es su papel más notable hasta ahora.
Bellisario se licenció en interpretación y bellas artes en los colegios de teatro y bellas artes de la Universidad del Sur de California y actualmente reside en Los Ángeles.

## Vida personal
Bellisario comenzó a salir con el protagonista de la serie Suits Patrick J. Adams después de que se conociesen en el set de la obra de teatro Equivocation en 2009. La pareja estuvo poco tiempo, pero después de la aparición de Adams como Hardy en Pretty Little Liars en 2010, volvieron a reunirse. Desde que trabajaron en Equivocation y Pretty Little Liars, la pareja también ha trabajado junta en el cortometraje de 2012 The Come Up, y We Are Here. El 14 de febrero de 2014, Bellisario y Adams se comprometieron bajo la Torre Eiffel en París, Francia. Se casaron el 10 de diciembre de 2016 en Santa Bárbara, California. En agosto de 2018 la pareja anunció que estaba esperando su primer hijo y en octubre de ese año, Bellisario dio a luz a una niña llamada Aurora. El 15 de mayo de 2021 nació su segunda hija, Elliot Rowena Adams.
Bellisario reveló a principios de 2014, que pasó por problemas personales debido a su época en el instituto, lo que le provocó un trastorno alimentario y problemas de auto-daño. «Yo era la hija más pequeña, la niña perfecta», dijo. «Mi colegio era un instituto muy intenso, así que quería complacer a mi padre y a mi madre y quería ser perfecta para todo el mundo».

## Filmografía
| 1988                          | Last Rites                                    | Hija de Justin                                   |                                                |  |  |  |
| 1998                          | Billboard Dad                                 | Kristen Bulut                                    |                                                |  |  |  |
| 2006                          | Unspoken                                      | Jani                                             | Cortometraje                                   |  |  |  |
| 2007                          | Archer House                                  | Tatum                                            | Cortometraje                                   |  |  |  |
| 2009                          | Intersect                                     | Victoria                                         | Cortometraje                                   |  |  |  |
| 2009                          | Before the Cabin Burned Down                  | Meg                                              | Cortometraje                                   |  |  |  |
| 2010                          | Consent                                       | Amanda                                           |                                                |  |  |  |
| 2010                          | Peep World                                    |                                                  |                                                |  |  |  |
| 2011                          | A November                                    | Novia                                            | Cortometraje                                   |  |  |  |
| 2011                          | Pleased to Meet You                           | Carson                                           |                                                |  |  |  |
| 2012                          | The Come Up                                   | Jessica                                          | Cortometraje                                   |  |  |  |
| 2012                          | Joyful Girl                                   | Belle                                            | Cortometraje                                   |  |  |  |
| 2013                          | C.O.G.                                        | Jennifer                                         |                                                |  |  |  |
| 2013                          | Exiles                                        | Juliet                                           | Cortometraje; escritora y productora ejecutiva |  |  |  |
| 2014                          | Immediately Afterlife                         | Bennett                                          | Cortometraje                                   |  |  |  |
| 2015                          | Surf Noir                                     | Lacey                                            | Cortometraje                                   |  |  |  |
| 2015                          | Martyrs                                       | Lucie Jurin                                      |                                                |  |  |  |
| 2015                          | Still a Rose                                  | Juliet                                           | Cortometraje                                   |  |  |  |
| 2015                          | Amy                                           | Amy                                              | Cortometraje                                   |  |  |  |
|                               | We Are Here                                   |                                                  | Cortometraje; escritora                        |  |  |  |
| In the Shadows of the Rainbow |                                               | Cortometraje                                     |                                                |  |  |  |
| 2017                          | Chuck Hank and the San Diego Twins            | Claire                                           |                                                |  |  |  |
| 2017                          | Feed                                          | Olivia Grey                                      | También escritora y productora                 |  |  |  |
| 2017                          | Clara                                         | Clara                                            |                                                |  |  |  |
| 2019                          | Where'd You Go Bernadette                     | Becky                                            |                                                |  |  |  |
| 2022                          | Doula                                         | Deb                                              |                                                |  |  |  |
| Televisión                    |                                               |                                                  |                                                |  |  |  |
| Año                           | Título                                        | Rol                                              | Notas                                          |  |  |  |
| 1990                          | Quantum Leap                                  | Teresa Bruckner                                  | 1 episodio                                     |  |  |  |
| 1992                          | Tequila and Bonetti                           | Teresa García                                    | 1 episodio                                     |  |  |  |
| 1998                          | JAG                                           | Erin Terry                                       | 1 episodio                                     |  |  |  |
| 2002                          | First Monday                                  | Kimberly Baron                                   | 2 episodios                                    |  |  |  |
| 2005–06                       | NCIS                                          | Sarah McGee                                      | 2 episodios                                    |  |  |  |
| 2010–17                       | Pretty Little Liars                           | Spencer Hastings / Alex Drake (A.D.)             | Elenco principal                               |  |  |  |
| 2015                          | Suits                                         | Claire                                           | 2 episodios                                    |  |  |  |
| 2016                          | Sister Cities                                 | Baltimore Baxter                                 | Película para televisión                       |  |  |  |
| 2025                          | On Call                                       | Traci Harmon                                     | Serie para televisión                          |  |  |  |
| Web                           |                                               |                                                  |                                                |  |  |  |
| Año                           | Título                                        | Rol                                              | Notas                                          |  |  |  |
| 2012–13                       | Lauren                                        | Sargento Lauren Weil                             | 14 episodios                                   |  |  |  |
| 2014                          | Pa-gents with Chris Pine                      | Cathryn Crest                                    |                                                |  |  |  |
| 2015                          | Instagram Intervention with Troian Bellisario | Ella misma                                       |                                                |  |  |  |
| Directora                     |                                               |                                                  |                                                |  |  |  |
| Año                           | Título                                        | Episodios                                        | Notas                                          |  |  |  |
| 2017                          | Pretty Little Liars                           | Episodio: «In the Eye Abides the Heart»          |                                                |  |  |  |
| 2018                          | Famous in Love                                | Episodio: «Guess Who's (Not) Coming To Sundace?» |                                                |  |  |  |

## Premios y nominaciones
| Año  | Premio                 | Categoría                             | Trabajo             | Resultado |
| ---- | ---------------------- | ------------------------------------- | ------------------- | --------- |
| 2011 | Teen Choice Awards     | Choice Summer TV Star: Female         | Pretty Little Liars | Nominada  |
| 2012 | Teen Choice Awards     | Choice Summer TV Star: Female         | Pretty Little Liars | Ganadora  |
| 2013 | Teen Choice Awards     | Choice TV Actress, Drama              | Pretty Little Liars | Ganadora  |
| 2013 | Streamy Awards         | Mejor interpretación femenina (drama) | Lauren (serie web)  | Nominada  |
| 2013 | Festival de Nueva York | Mejor interpretación de una actriz    | Lauren (serie web)  | Ganadora  |
| 2013 | IAWTV Awards           | Mejor interpretación femenina (drama) | Lauren (serie web)  | Nominada  |
| 2014 | Teen Choice Awards     | Choice TV Actress: Drama              | Pretty Little Liars | Nominada  |
| 2015 | Teen Choice Awards     | Choice Summer TV Star: Female         | Pretty Little Liars | Nominada  |
| 2016 | Teen Choice Awards     | Choice TV Actress: Drama              | Pretty Little Liars | Nominada  |
| 2017 | Teen Choice Awards     | Choice TV Actress: Drama              | Pretty Little Liars | Nom       |